# Anopheles strodei
Anopheles strodei är en tvåvingeart som beskrevs av Francis Metcalf Root 1926. Anopheles strodei ingår i släktet Anopheles och familjen stickmyggor. Inga underarter finns listade i Catalogue of Life.